# Pinnotheres hemphilli
Pinnotheres hemphilli är en kräftdjursart som först beskrevs av M. J. Rathbun 1918.  Pinnotheres hemphilli ingår i släktet Pinnotheres och familjen Pinnotheridae. Inga underarter finns listade i Catalogue of Life.